# Алберт Гиншар
Алберт Гиншар (Швајцарска, 10. новембар 1914 — 19. мај 1971) био је швајцарски фудбалер који је играо за Швајцарску на Светском првенству у фудбалу 1934. и 1938. године. Такође је играо за Сервет.